# 旧卡恰洛沃街站
舊卡恰洛夫街站（羅馬化：Ulitsa Starokachalovskaya）是莫斯科地鐵布托沃線的一個車站。舊卡恰洛夫街站開通於2003年12月27日，站名來自於附近的一條街道。